# Fyran (fotbollsserie)
Fyran (finska: Nelonen) är den femte högsta fotbollsserien för herrar i Finland. De bästa lagen flyttas upp till Trean och de sämsta degraderas till Femman. Uppgifter om hur många lag som flyttas upp/ner utelämnas på grund av att det kan variera från en säsong till en annan.

## Zoner och lag 2010

### Helsingfors(Helsinki)
Helsingfors distrikts lag spelar i två 12-lagsserier.

#### Zon 1
| Nr  | Mest använda namn | Stad                      | Officiellt lagnamn                                         | Upp/nerflyttningar från 2009 |
| --- | ----------------- | ------------------------- | ---------------------------------------------------------- | ---------------------------- |
| 1.  | Arsenal           | Helsingfors               | Arsenal                                                    | Uppflyttade från Femman      |
| 2.  | FC Degis          | Degerö, Helsingfors       | FC Degis                                                   | Degraderade från Trean       |
| 3.  | FC POHU/2         | Norra Haga, Helsingfors   | FC Pohjois-Haagan Urheilijat / 2                           |                              |
| 4.  | Gnistan/2         | Åggelby, Helsingfors      | IF Gnistan / 2                                             | Zon 2 2009                   |
| 5.  | HJK-j/Kmäki       | Gamlas, Helsingfors       | Helsingin Jalkapalloklubi Juniorit / Kannelmäki            | Uppflyttade från Femman      |
| 6.  | Kiffen/2          | Kronohagen, Helsingfors   | FC Kiffen / 2                                              |                              |
| 7.  | KäPa/PuLe         | Kottby, Helsingfors       | Käpylän Pallo / Putoava Lehti                              |                              |
| 8.  | MPS/2             | Malm, Helsingfors         | Malmin Palloseura / 2                                      | Zon 2 2009                   |
| 9.  | PPJ               | Drumsö, Eira, Helsingfors | Pallo-Pojat Juniorit                                       |                              |
| 10. | SAYKUS            | Helsingfors               | SAYKUS (Suomi-Arabia Ystävyys, Kulttuuri ja Urheilu Seura) | Zon 2 2009                   |
| 11. | SUMU              | Storskog, Helsingfors     | Suurmetsän Urheilijat                                      | Degraderade från Trean       |
| 12. | Vesa              | Tölö, Helsingfors         | Töölön Vesa                                                |                              |

#### Zon 2
| Nr  | Mest använda namn   | Stad                                | Officiellt lagnamn                                             | Upp/nerflyttningar från 2009 |
| --- | ------------------- | ----------------------------------- | -------------------------------------------------------------- | ---------------------------- |
| 1.  | AC StaSi            | Helsingfors                         | AC Stadin Sissit                                               | Zon 1 2009                   |
| 2.  | FC Kontu/2          | Gårdsbacka, Mellungsby, Helsingfors | FC Kontu, Itä-Helsinki / 2                                     |                              |
| 3.  | FC Kuitu/1          | Nordsjö, Helsingfors                | FC Kuitu / 2                                                   | Uppflyttade från Femman      |
| 4.  | FC Pihlajisto/LEPRE | Rönninge, Helsingfors               | FC Pihlajisto / LEPRE                                          | Uppflyttade från Femman      |
| 5.  | FC Puotila          | Botby gård, Helsingfors             | FC Puotila                                                     |                              |
| 6.  | Gnistan/Ogeli       | Åggelby, Helsingfors                | IF Gnistan / Ogeli                                             | Zon 1 2009                   |
| 7.  | Herrasmiehet        | Helsingfors                         | Jalkapalloseura Herrasmiehet                                   |                              |
| 8.  | HIFK/2              | Helsingfors                         | HIFK (Idrottsföreningen Kamraterna rf, Helsingfors) Soccer / 2 | Degraderade från Trean       |
| 9.  | LPS/Kuninkaat       | Degerö, Helsingfors                 | Laajasalon Palloseura / Kuninkaat                              |                              |
| 10. | MaKu/Nelonen        | Rönnbacka, Helsingfors              | Marmiksen Kuula / Nelonen                                      |                              |
| 11. | MPS/Old Stars       | Malm, Helsingfors                   | Malmin Palloseura / Old Stars                                  | Zon 1 2009                   |
| 12. | Zyklon              | Helsingfors                         | Jalkapalloseura Zyklon                                         | Degraderade från Trean       |

### Nyland(Uusimaa)
Nylands distrikits lag spelar i två zoner, en med 11 lag och en med 12 på grund av att EBK Stars gav bort sin plats i zon 1 före seriestarten. 

#### Zon 1
| Nr  | Mest använda namn    | Stad             | Officiellt lagnamn                  | Upp/nerflyttningar från 2009 |
| --- | -------------------- | ---------------- | ----------------------------------- | ---------------------------- |
| 1.  | EIF Akademi          | Ekenäs, Raseborg | Ekenäs Idrottsförening / Akademi    | Uppflyttade från Femman      |
| 2.  | EPS 2                | Esbo             | Espoon Palloseuran Jalkapallo / 2   | Uppflyttade från Femman      |
| 3.  | FC Västnyland        | Raseborg         | FC Västnyland                       |                              |
| 4.  | Honka 3              | Esbo             | Football Club Honka / 3             |                              |
| 5.  | HooGee 1             | Gäddviken, Esbo  | Haukilahden Pallo-Gäddviks Boll / 1 | Uppflyttade från Femman      |
| 6.  | Karjalohjan Biisonit | Karislojo        | Karjalohjan Biisonit                |                              |
| 7.  | Kasiysi Rocky        | Esbo             | FC Kasiysi Espoo / Rocky            | Uppflyttade från Femman      |
| 8.  | LePa                 | Alberga, Esbo    | Leppävaaran Pallo                   | Uppflyttade från Femman      |
| 9.  | NuPS Reservi         | Nummela, Vichtis | Nummelan Palloseura / Reservi       |                              |
| 10. | RiRa                 | Vanda            | Riipilän Raketti                    | Zon 2 2009                   |
| 11. | TGrani               | Grankulla        | Team Grani                          |                              |

#### Zon 2
| Nr  | Mest använda namn | Stad      | Officiellt lagnamn                   | Upp/nerflyttningar från 2009 |
| --- | ----------------- | --------- | ------------------------------------ | ---------------------------- |
| 1.  | FCD               | Kervo     | Keravan Dynamo                       |                              |
| 2.  | EBK 2             | Esbo      | Esbo Bollklubb / 2                   |                              |
| 3.  | EPS               | Esbo      | Espoon Palloseuran Jalkapallo        | zon 1 2009                   |
| 4.  | HC Skavaböle      | Tusby     | Keski-Uudenmaan Pallo / HC Skavaböle | Uppflyttade från Femman      |
| 5.  | HyPS 02           | Hyvinge   | Hyvinkään Palloseura / 02            | Uppflyttade från Femman      |
| 6.  | Kasiysi Miehet    | Esbo      | FC Kasiysi Espoo / Miehet            | Uppflyttade från Femman      |
| 7.  | MU                | Mäntsälä  | Mäntsälän Urheilijat                 |                              |
| 8.  | Naseva            | Nastola   | Nastolan Naseva                      | Uppflyttade från Femman      |
| 9.  | Nopsa             | Nastola   | Nastolan Nopsa                       |                              |
| 10. | NouLa             | Träskända | Nouseva Laaka                        |                              |
| 11. | Pathoven          | Vanda     | Football Club Pathoven               |                              |
| 12. | Stars             | Lahtis    | Jalkapalloseura Stars                | Degraderade från Trean       |

### Sydöstra Finland(Kaakkois-Suomi)
Sydöstra Finlands distrikts lag deltar i en 11-lags serie som spelas enligt typen med möten både hemma och borta. 
| Nr  | Mest använda namn | Stad             | Officiellt lagnamn                  | Upp/nerflyttningar från 2009 |
| --- | ----------------- | ---------------- | ----------------------------------- | ---------------------------- |
| 1.  | FC PaSa           | Imatra           | Imatran Pallo-Salamat               | Uppflyttade från Femman      |
| 2.  | FC Peltirumpu     | Kouvola          | FC Peltirumpu                       |                              |
| 3.  | FC Villisiat      | Elimä, Kouvola   | FC Villisiat                        |                              |
| 4.  | HP-47             | Heinola          | Heinolan Palloilijat-47             |                              |
| 5.  | KoPa              | Lemi             | Kotajärven Pallo                    |                              |
| 6.  | KuP               | Punkaharju       | Kulennoisten Pallo                  |                              |
| 7.  | Lappee JK         | Villmanstrand    | Lappeen Jalkapalloklubi             | Degraderade från Trean       |
| 8.  | NaKa              | Villmanstrand    | Jalkapalloseura NaKa (Namut Kassit) |                              |
| 9.  | PaPe              | Voikkaa, Kouvola | Pallo-Peikot                        |                              |
| 10. | RiPa              | Kristina         | Ristiinan Pallo                     |                              |
| 11. | STPS/2            | Nyslott          | Savonlinnan Työväen Palloseura / 2  | Uppflyttade från Femman      |

### Östra Finland(Itä-Suomi)
Östra Finlands distrikts deltar i en 8-lagsserie och en 12-lagsserie som spelas enligt typen med möten både hemma och borta.

#### Zon A
| Nr | Mest använda namn | Stad               | Officiellt lagnamn        | Upp/nerflyttningar från 2009 |
| -- | ----------------- | ------------------ | ------------------------- | ---------------------------- |
| 1. | FC Pogosta        | Ilomants           | FC Pogosta                |                              |
| 2. | Hurtat            | Lieksa             | Juniori-Hurtat            |                              |
| 3. | JoPS/2            | Joensuu            | Joensuun Palloseura / 2   |                              |
| 4. | JuPS              | Juga               | Juuan Palloseura          |                              |
| 5. | JuPy              | Juankoski          | Juankosken Pyrkivä        |                              |
| 6. | SC Riverball/2    | Joensuu            | Soccer Club Riverball / 2 | Nytt lag                     |
| 7. | ToPS-90           | Tohmajärvi         | Tohmajärven Palloseura-90 | Uppflyttade från Femman      |
| 8. | Yllätys           | Ylämylly, Libelits | Ylämyllyn Yllätys         |                              |

#### Zon B
| Nr  | Mest använda namn | Stad                   | Officiellt lagnamn            | Upp/nerflyttningar från 2009 |
| --- | ----------------- | ---------------------- | ----------------------------- | ---------------------------- |
| 1.  | KJK               | Kuopio                 | Kuopion Jalkapallokerho       | Uppflyttade från Femman      |
| 2.  | KuKi              | Kurkimäki, Kuopio      | Kurkimäen Kisa                |                              |
| 3.  | LaPa-95           | Lapinlax               | Lapinlahden Pallo-95          | Uppflyttade från Femman      |
| 4.  | LiPa              | Kuopio                 | Liitosalueen Pallo            |                              |
| 5.  | MPR               | Kuopio                 | Manhattan Project             |                              |
| 6.  | NP-H              | Nilsiä                 | Nilsiän Pallo-Haukat          |                              |
| 7.  | PK-37/2           | Idensalmi              | Pallo-Kerho 37 / 2            |                              |
| 8.  | RautU             | Rautalampi             | Rautalammin Urheilijat        |                              |
| 9.  | SaPa              | Pieksämäki             | Savon Pallo                   |                              |
| 10. | SoU               | Sorsakoski, Leppävirta | Sorsakosken Urheilijat        | Uppflyttade från Femman      |
| 11. | ToU               | Toivala, Siilinjärvi   | Toivalan Urheilijat           | Degraderade från Trean       |
| 12. | Warkaus JK/2      | Varkaus                | Warkauden Jalkapalloklubi / 2 |                              |

### Mellersta Finland(Keski-Suomi)
Mellersta Finlands distrikts lag deltar i en 9-lagsserie som spelas enligt typen med möten både hemma och borta. 
| Nr | Mest använda namn | Stad                  | Officiellt lagnamn       | Upp/nerflyttningar från 2009 |
| -- | ----------------- | --------------------- | ------------------------ | ---------------------------- |
| 1. | FC Saarijärvi     | Saarijärvi            | FC Saarijärvi            |                              |
| 2. | HPP               | Haapamäki             | Haapamäen Pallo-Pojat    |                              |
| 3. | Huki              | Jyväskylä             | Huki Jyväskylä           |                              |
| 4. | KaDy              | Jyväskylä             | FC Kampuksen Dynamo      |                              |
| 5. | KaPa-51           | Kangasniemi           | Kangasniemen Palloilijat |                              |
| 6. | LPK               | Jyväskylä             | Lohikosken Pallokerho    |                              |
| 7. | PaRi              | Palokka               | Palokan Riento           | Uppflyttade från Femman      |
| 8. | Souls AC          | Jyväskylä             | Souls AC                 |                              |
| 9. | SäyRi             | Säynätsalo, Jyväskylä | Säynätsalon Riento       | Uppflyttade från Femman      |

### Norra Finland(Pohjois-Suomi)

#### Uleåborg
Uleåborgs distrikts lag deltar i en 10-lagsserie som spelas enligt typen med möten både hemma och borta. 
| Nr  | Mest använda namn | Stad                 | Officiellt lagnamn       | Upp/nerflyttningar från 2009 |
| --- | ----------------- | -------------------- | ------------------------ | ---------------------------- |
| 1.  | Ajax              | Sarkkiranta, Kempele | Ajax Sarkkiranta         |                              |
| 2.  | AS Moon           | Brahestad            | AS Moon                  |                              |
| 3.  | FC Kurenpojat     | Pudasjärvi           | FC Kurenpojat            |                              |
| 4.  | FC Nets           | Uleåborg             | FC Nets                  |                              |
| 5.  | FC RAI            | Uleåborg             | FC RAI                   | Uppflyttade från Femman      |
| 6.  | FC Tarmo          | Kajana               | FC Tarmo                 |                              |
| 7.  | JS Hercules       | Uleåborg             | Jalkapalloseura Hercules |                              |
| 8.  | OuJK              | Uleåborg             | Oulun Jalkapalloklubi    | Degraderade från Trean       |
| 9.  | OuRe              | Uleåborg             | Oulun Reipas             |                              |
| 10. | PaTe              | Pattijoki            | Pattijoen Tempaus        |                              |

#### Lappland(Lappi)
Lapplands distrikts lag deltar i en 7-lagsserie som spelas enligt typen med möten både hemma och borta.
| Nr | Mest använda namn | Stad               | Officiellt lagnamn      | Upp/nerflyttningar från 2009     |
| -- | ----------------- | ------------------ | ----------------------- | -------------------------------- |
| 1. | ArPS              | Arpela, Torneå     | Arpelan Palloseura      |                                  |
| 2. | FC Muurola        | Muurola, Rovaniemi | FC Muurola              | Frivillig degradering från Trean |
| 3. | FC-88             | Kemi               | FC-88 Kemi              | New Team                         |
| 4. | KemPa             | Keminmaa           | Keminmaan Pallo         |                                  |
| 5. | Kolarin Kontio    | Kolari             | Kolarin Kontio          |                                  |
| 6. | PaPa              | Pasmajärvi, Kolari | Pasmajärven Palloilijat |                                  |
| 7. | SoPa              | Sodankylä          | Sodankylän Pallo        |                                  |

### Mellersta Österbotten(Keski-Pohjanmaa)
Mellersta Österbottens distrikts lag deltar i en 12-lagsserie som spelas enligt typen med möten både hemma och borta.
| Nr  | Mest använda namn | Stad                | Officiellt lagnamn          | Upp/nerflyttningar från 2009 |
| --- | ----------------- | ------------------- | --------------------------- | ---------------------------- |
| 1.  | Esse IK           | Esse, Pedersöre     | Esse Idrottsklubb           |                              |
| 2.  | FC YPA II         | Ylivieska           | Jalkapalloseura FC YPA / II | Degraderade från Trean       |
| 3.  | GBK II            | Karleby             | Gamlakarleby Bollklubb / II |                              |
| 4.  | HBK               | Kronoby             | Hovsala Bollklubb           |                              |
| 5.  | IK Myran          | Nedervetil, Kronoby | Idrottsklubben Myran        |                              |
| 6.  | K-Pallo           | Kalajoki            | Kalajoen Pallo              |                              |
| 7.  | KP-V              | Kaustby             | Kaustisen Pohjan-Veikot     | Degraderade från Trean       |
| 8.  | LBK               | Larsmo              | Larsmo Bollklubb            |                              |
| 9.  | LoVe              | Lochteå, Karleby    | Lohtajan Veikot             |                              |
| 10. | No Stars          | Karleby             | No Stars                    |                              |
| 11. | PeFF              | Pedersöre           | Pedersöre Fotbollsförening  |                              |
| 12. | Team NIK          | Nykarleby           | Nykarleby Idrottsklubb      | Uppflyttade från Femman      |

### Vasa
Vasa distrikts lag deltar i en 12-lagsserie som spelas enligt typen med möten både hemma och borta.
| Nr  | Mest använda namn | Stad              | Officiellt lagnamn                              | Upp/nerflyttningar från 2009 |
| --- | ----------------- | ----------------- | ----------------------------------------------- | ---------------------------- |
| 1.  | FC Kiisto a-team  | Vasa              | FC Kiisto / a-team                              |                              |
| 2.  | FC Kuffen         | Kvevlax, Korsholm | FC Kuffen                                       | Degraderade från Trean       |
| 3.  | KaIK/TePa         | Kaskö / Östermark | Kaskö Idrottsklubb / Teuvan Pallo               |                              |
| 4.  | KoFF/PeIK         | Korsnäs / Petalax | Korsnäs Fotbollsförening / Petalax Idrottsklubb | Uppflyttade från Femman      |
| 5.  | Kraft/2           | Närpes            | Närpes Kraft Fotbollsförening / 2               |                              |
| 6.  | Kungliga Wasa CF  | Vasa              | Kungliga Wasa CF                                |                              |
| 7.  | NuPa              | Nurmo, Seinäjoki  | Nurmon Pallo                                    |                              |
| 8.  | Ponnistus         | Lappo             | Lapuan Ponnistus                                | Uppflyttade från Femman      |
| 9.  | SuSi YB           | Suvilahti, Vasa   | Suvilahden Sisu / Young Boys                    | Uppflyttade från Femman      |
| 10. | TP-Seinäjoki      | Seinäjoki         | TP-Seinäjoki (Törnävän Pallo)                   |                              |
| 11. | VäVi              | Lillkyro          | Vähänkyrön Viesti                               |                              |
| 12. | VIFK U            | Vasa              | Vasa IFK Utveckling                             |                              |

### Satakunda(Satakunta)
Satakunda distrikts lag deltar i en 9-lagsserie som spelas enligt typen med möten både hemma och borta.
| Nr | Mest använda namn | Stad                         | Officiellt lagnamn       | Upp/nerflyttningar från 2009 |
| -- | ----------------- | ---------------------------- | ------------------------ | ---------------------------- |
| 1. | EuPa2             | Eura                         | Euran Pallo 2            |                              |
| 2. | HNs               | Vittis                       | Huhtamon Nuorisoseura    |                              |
| 3. | IKiri             | Ihode, Pyhäranta             | Ihoden Kiri              |                              |
| 4. | KoPa              | Kumo                         | Kokemäen Pallo           |                              |
| 5. | Koitto            | Norrmark, Björneborg         | Noormarkun Koitto        | Uppflyttade från Femman      |
| 6. | MInto             | Sastmola                     | Merikarvian Into         |                              |
| 7. | MäKi              | Mäntyluoto, Björneborg       | Mäntyluodon Kiri         |                              |
| 8. | PoSa              | Pormestarinluoto, Björneborg | Pormestarinluodon Salama | Uppflyttade från Femman      |
| 9. | ReKu              | Räfsö, Björneborg            | Reposaaren Kunto         | Uppflyttade från Femman      |

### Tammerfors(Tampere)
Tammerfors distrikts lag deltar i en 9-lagsserie som spelas enligt typen med möten både hemma och borta.
| Nr  | Mest använda namn | Stad                   | Officiellt lagnamn              | Upp/nerflyttningar från 2009 |
| --- | ----------------- | ---------------------- | ------------------------------- | ---------------------------- |
| 1.  | FC Tampere        | Tammerfors             | FC Tampere                      |                              |
| 2.  | KaVo              | Kangasala              | Kangasalan Voitto               | Degraderade från Trean       |
| 3.  | LaVe              | Lampis, Tavastehus     | Lammin Veto                     |                              |
| 4.  | LeKi-futis        | Lembois                | LeKi-futis Lempäälän Palloseura |                              |
| 5.  | Loiske            | Sääksjärvi, Lembois    | Sääksjärven Loiske              | Degraderade från Trean       |
| 6.  | NePa              | Nekala, Tammerfors     | Nekalan Pallo                   |                              |
| 7.  | ParVi             | Parola, Hattula        | Parolan Visa                    | Uppflyttade från Femman      |
| 8.  | PJK /2            | Birkala                | Pirkkalan Jalkapalloklubi / 2   |                              |
| 9.  | PP-70 /2          | Tammerfors             | Tampereen Peli-Pojat-70 / 2     |                              |
| 10. | Sopu              | Sääksmäki, Valkeakoski | Sääksmäen Sopu                  |                              |
| 11. | Valo              | Mänttä-Vilppula        | Mäntän Valo                     | Uppflyttade från Femman      |
| 12. | ViiPV             | Viiala, Ackas          | Viialan Peli-Veikot             |                              |

### ÅboochÅland(Turku ja Ahvenanmaa)
Åbo och Ålands distrikts lag deltar i en 12-lagsserie som spelas enligt typen med möte både hemma och borta.
| Nr  | Mest använda namn | Stad          | Officiellt lagnamn        | Upp/nerflyttningar från 2009                                    |
| --- | ----------------- | ------------- | ------------------------- | --------------------------------------------------------------- |
| 1.  | ÅIFK 2            | Åbo           | ÅIFK Jalkapallo / 2       | Bytt namn (hette Goose Park Rangers FC (GPR FC) förra säsongen) |
| 2.  | FC RP             | Rusko         | Ruskon Pallo              |                                                                 |
| 3.  | JIK               | Jomala, Åland | Jomala IK                 |                                                                 |
| 4.  | KaaRe             | S:t Karins    | Kaarinan Reipas           | Uppflyttade från Femman                                         |
| 5.  | MynPa             | Virmo         | Mynämäen Pallo-53         | Uppflyttade från Femman                                         |
| 6.  | PiPS              | Pikis         | Piikkiön Palloseura       | Benådade från nerflyttning                                      |
| 7.  | Ponteva           | Åbo           | Turun Ponteva             |                                                                 |
| 8.  | SaTo              | Salo          | Salon Toverit             | Uppflyttade från Femman                                         |
| 9.  | TPK 2             | Åbo           | Turun Pallokerho / 2      |                                                                 |
| 10. | TuWe              | Åbo           | Turun Weikot              |                                                                 |
| 11. | UPK               | Nystad        | Uudenkaupungin Pallokerho |                                                                 |
| 12. | VG-62             | Nådendal      | VG-62 Naantali            |                                                                 |